# Los Castillejos (barrio)
Los Castillejos es un barrio que pertenece al distrito Bailén-Miraflores de la ciudad andaluza de Málaga, España. Según la delimitación oficial del ayuntamiento, limita al norte con los barrios de Pavero y Suárez; al este, con el barrio de Gamarra; al sur, con Nueva Málaga; y al oeste, con Los Millones y el Parque del Norte.

## Transportes
En autobús queda conectado mediante las siguientes líneas de la EMT: 
| Línea | Trayecto   | Recorrido | Frecuencia    |
| ----- | ---------- | --------- | ------------- |
| C1    | Circular 1 | Recorrido | 12 minutos    |
| C2    | Circular 2 | Recorrido | 11-12 minutos |